# Troisième camp
Ne doit pas être confondu avec Troisième voie (politique) ou Troisième position.
Le troisième camp, aussi connu sous le nom de troisième camp du socialisme ou de troisième camp trotskiste, est une expression servant à décrire une branche particulière du socialisme, qui rejette à la fois le capitalisme et le stalinisme, par le soutien à une classe ouvrière organisée en tant que "troisième camp".
Le terme est apparu au début de la Seconde Guerre mondiale, et renvoie à l'idée qu'il existerait deux "camps impérialistes" en concurrence pour dominer le monde: l'un dirigé par le Royaume-Uni et la France et soutenu par les États-Unis, et l'autre dirigé par l'Allemagne nazie ainsi que par l'Italie fasciste.

## Origines de l'expression
À partir des années 1930, Léon Trotski et son homolgue américain James P. Cannon décrivent l'Union Soviétique comme « État ouvrier dégénéré ». Selon eux, les acquis révolutionnaires qui auraient dû être défendus contre les forces impérialistes ont été largement dévoyés par un PCUS qui s'est considérablement bureaucratisé, avec l'apparition d'une nouvelle nomenklatura kleptocrate, assimilée à une « classe de gangsters ». Alors qu'ils défendaient la Révolution russe des agressions extérieures, Trotski et ses partisans ont appelé à une révolution anti-bureaucratique dirigée contre le stalinisme, et qui devait être menée par les membres de la classe ouvrière soviétique eux-mêmes.

## Autres utilisations du terme
Plus récemment, Hamid Taqvaee et Maryam Namazie, dirigeants du Parti communiste-ouvrier d'Iran, parti politique iranien en exil, en collaboration avec d'autres mouvements communistes, dont le Parti communiste-ouvrier de gauche d'Irak; ont appelé à la formation d'un « troisième camp opposé à la fois au militarisme américain et au terrorisme islamiste ». Cette conception est néanmoins sans rapport avec les conceptions idéologiques de la majorité des trotskistes se réclamant du troisième camp.